# エリダヌス座ベータ星
エリダヌス座β星は、エリダヌス座の恒星で3等星。エリダヌス座の北東の端に位置する。

## 概要
位置と軌道からおおぐま座運動星団の一員と考えられていたが、光学的な特徴から単なる闖入者であることが示されている。
1985年に2時間以上に亘って3等級の増光が観測された。フレアによるものと考えられているが、そのメカニズムについてはよくわかっていない。

## 名称
β Eridani（略称はβ Eri）。固有名クルサ (Cursa)は、アラビア語の kursiy al-Jauzāʾ al-muqaddam（ジャウザーの前側の足台）を語源としている。2016年7月20日に国際天文学連合の恒星の命名に関するワーキンググループ (Working Group on Star Names, WGSN) は、Cursa をエリダヌス座β星の固有名として正式に承認した。